# 宋景陽
宋景陽（？—987年），第一任水東土司，其活躍時間大約位於北宋初年。
宋景陽是真定（今河北省正定）人，其先祖為唐朝時期的蠻州（今貴陽市開陽縣）刺史宋鼎。北宋開寶八年（975年），宋景陽率师镇压广右烏蠻暴动，进兵都云（今贵州都匀），將烏蠻逐出蠻州，朝廷建总管府于大万谷乐等处（治在今贵州开阳县，南宋嘉定间移治今贵阳市），因置宁远军、蛮州总管府，以景阳为宁远军节度使、蛮州总管府总管，成為第一任水東土司。
宋景陽在位期間，控制有法，甚得人心。柳州、庆远苗民等少数民族多归附，苏、赵、周、兰、察、南、容七姓举族相附。雍熙四年（987年）卒，追赠太尉，諡忠成。長子宋存孝繼位為水東土司。子孙袭爵。史称“水东宋氏”。
宋景陽娶徐知誥之女為妻，有子七人：宋存孝、宋存悌、宋存忠、宋存信、宋存義、宋存廉。